# Góry Północnoalbańskie

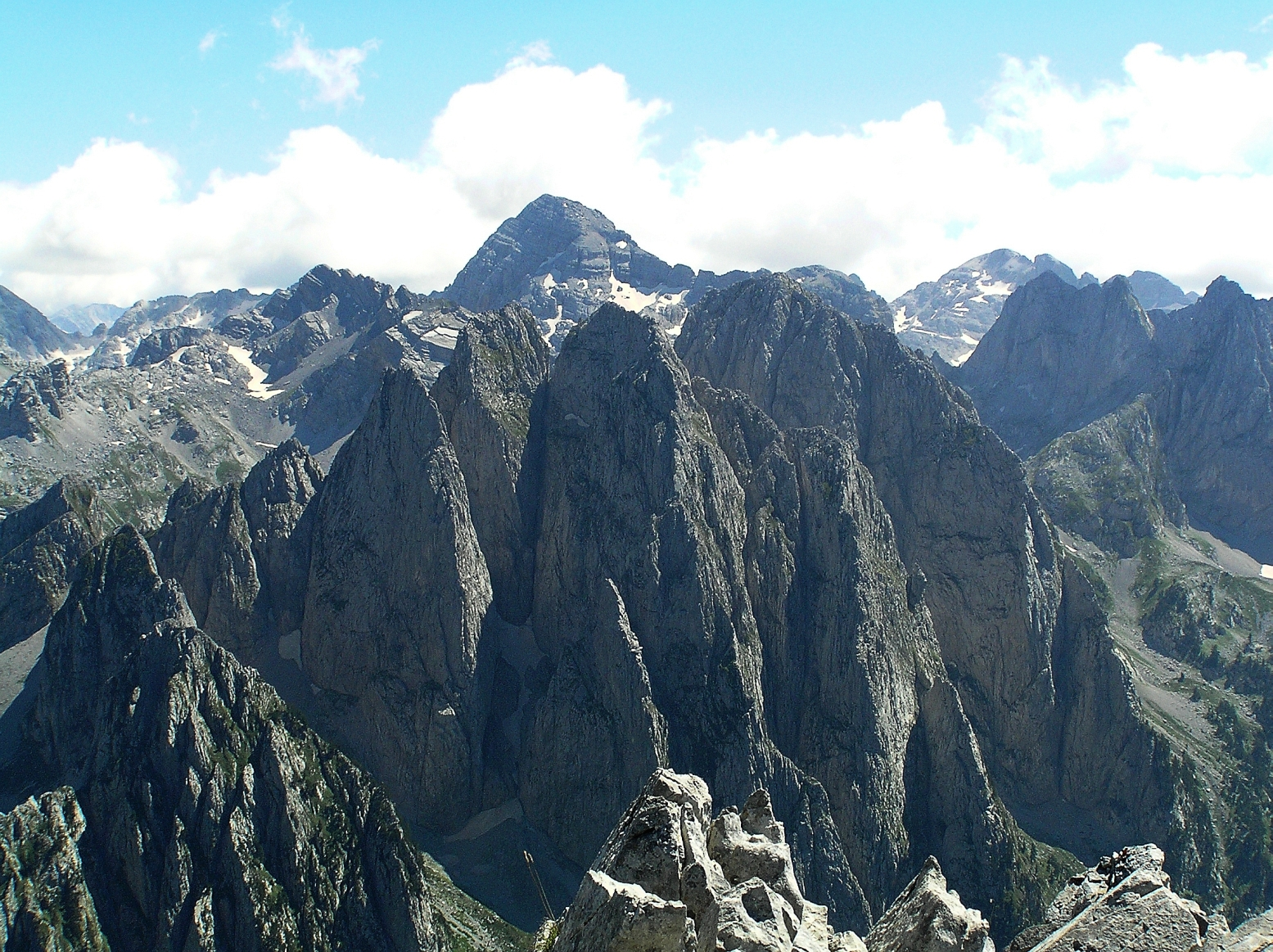
Widok na Maja e Jezercës

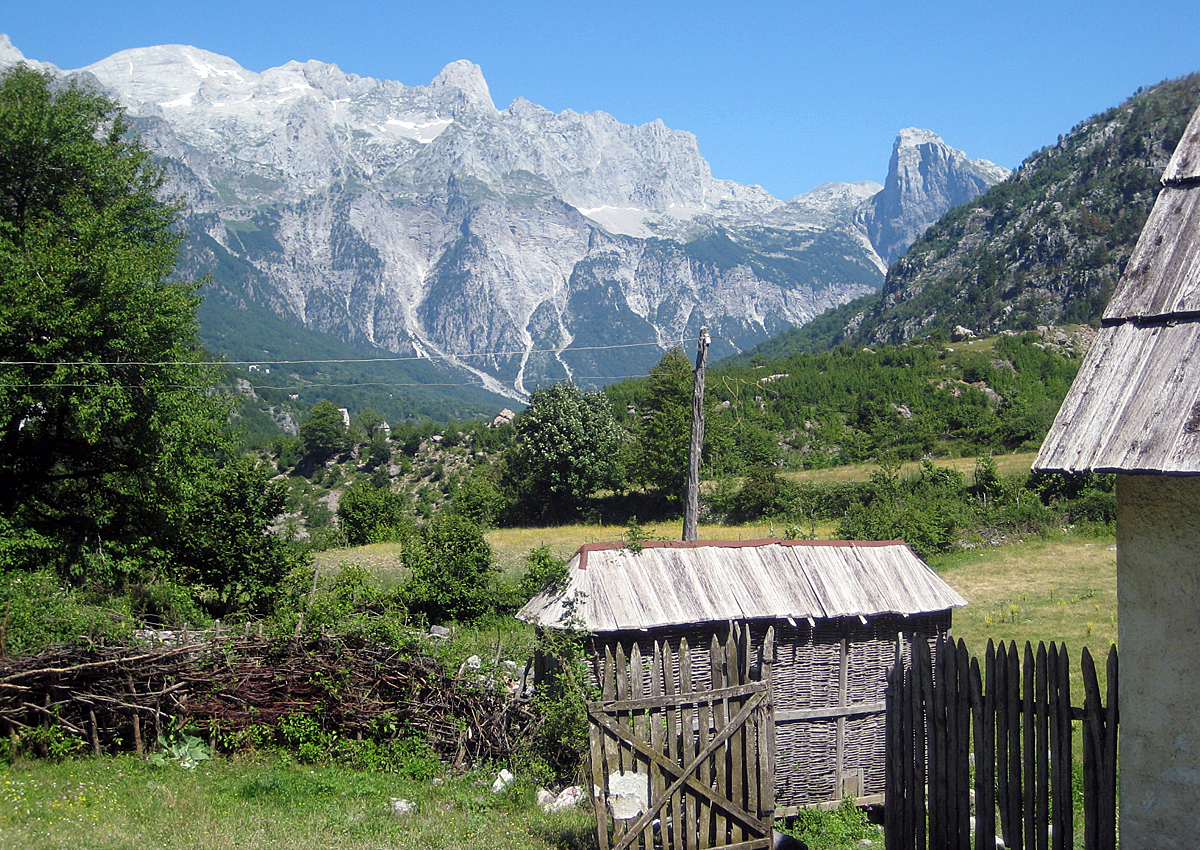
Maja Radohimës

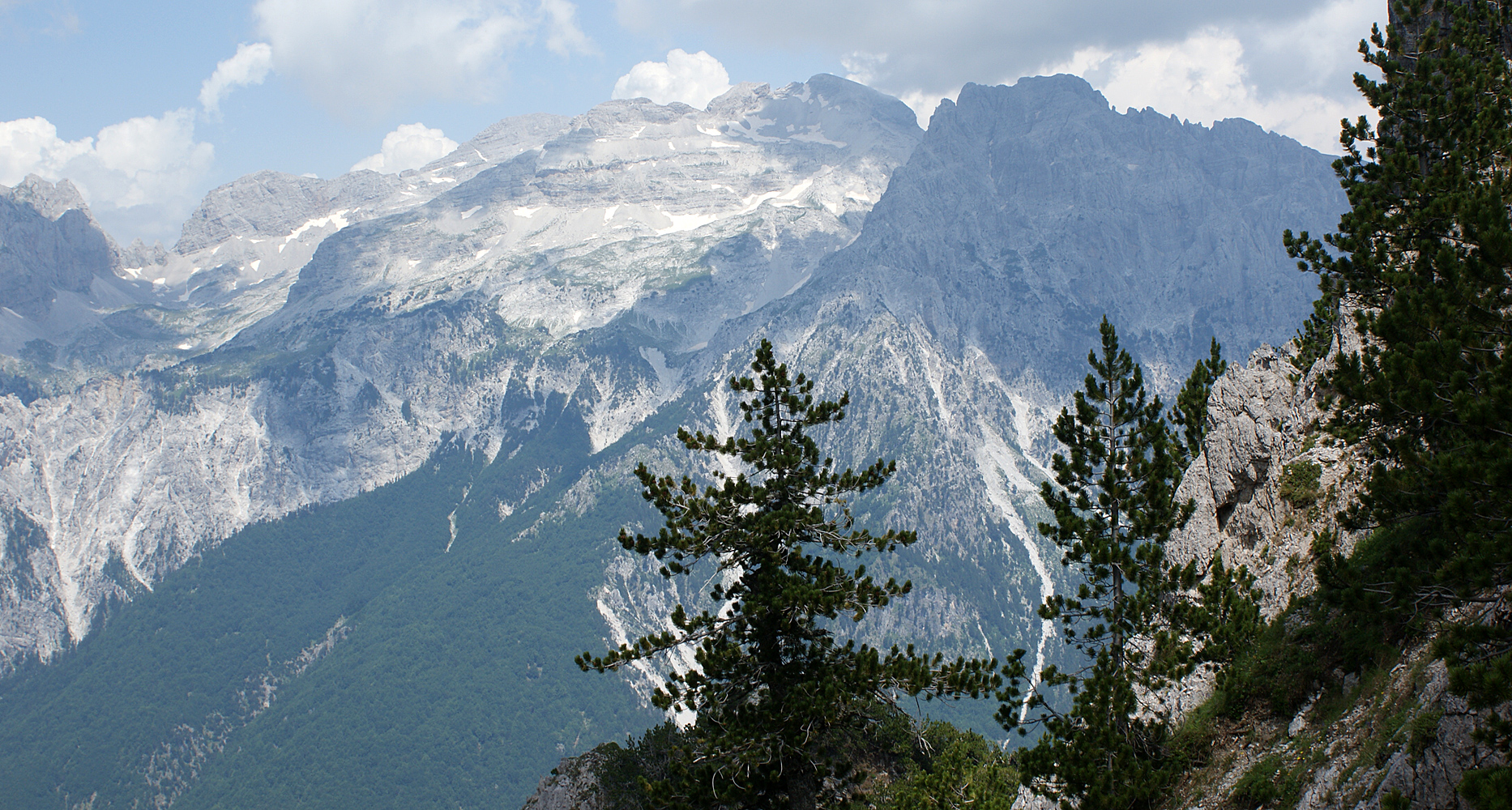
Maja e Popljuces

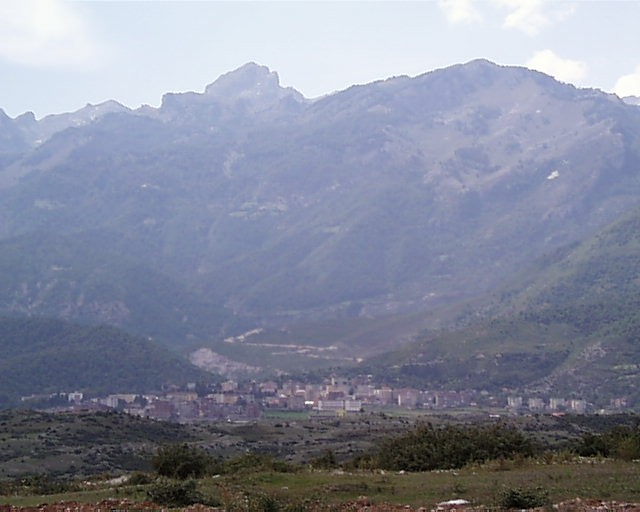
Maja Hekurave

Góry Północnoalbańskie, Alpy Albańskie (serb. Prokletije – „Przeklęte”, cyr. Проклетије; alb. Bjeshket e Namuna) – pasmo górskie w Albanii, Czarnogórze i Kosowie, najwyższa część Gór Dynarskich.
Najwyższym szczytem jest Maja e Jezercës (2694 m n.p.m.), u którego stóp leży miasto Bajram Curri.
Najwyższym szczytem w części kosowskiej jest Djeravica (także: Đeravica, Gjerovica, 2656 m n.p.m., najwyższy szczyt kraju), w części czarnogórskiej Maja Kolata, którego wierzchołek o nazwie Zla Kolata (2534 m) jest najwyższym szczytem Czarnogóry.
W górach usytuowany jest Bałkański Park Pokoju. W 2009 r. w paśmie utworzono Park Narodowy Prokletije.

## Szczyty
- Maja e Jezercës – 2694 m,
- Djeravica – 2656 m,
- Maja Grykat e Hapëta – 2625 m,
- Maja Radohimës – 2570 m,
- Maja e Popljuces – 2569 m,
- Maja Briaset – 2567 m,
- Maja Hekurave – 2561 m,
- Maja Shnikut – 2554 m,
- Maja Tat – 2543 m,
- Maja Gusanit – 2539 m,
- Zla Kolata – 2534 m,
- Marijaš – 2533 m,
- Kolata e Mirë – 2524 m,
- Maja Rosit – 2524 m,
- Žuti Kamen – 2522 m,
- Maja Kokervhake – 2508 m,
- Maja e Ropës – 2502 m,
- Maja Shkurt – 2499 m,
- Maja Malësores – 2490 m,
- Maja e Ragamit – 2472 m,
- Maja Bojs – 2461 m,
- Kopranik – 2460 m,
- Maja Vukoces – 2450 m,
- Veternik – 2410 m,
- Shkëlzen – 2407 m,
- Pasji Vrh – 2405 m,
- Bogićaj – 2404 m,
- Hajla – 2403 m,
- Tromeđa – 2366 m.